# Ataque a tiros no Metrô de Nova Iorque em 2022
O ataque no metrô de Nova Iorque em 2022 ocorreu na manhã de 12 de abril, referindo tiros que feriram diversas pessoas no Metrô de Nova Iorque, mais precisamente no bairro Sunset Park, Brooklyn. O atirador usava uma máscara de gás e atirou bombas de fumaça no trem, ferindo pelo menos 10 pessoas após abrir fogo. A maioria dos passageiros desembarcaram na estação da rua 36 e pelo menos 19 pessoas ficaram feridas durante a evacuação. O suspeito pelo crime não foi aprendido na hora do ocorrido, porém a polícia de Nova Iorque nomeou um homem chamado Frank R. James, de 62 anos como uma "pessoa de interesse". Após 30 horas de buscas, James foi encontrado e preso.

## Eventos
Às 8h24min (horário local) de 12 de abril de 2022, diversas pessoas foram baleadas no Metrô de Nova Iorque, no bairro Sunset Park, distrito do Brooklyn. O atirador arremessou bombas de fumaça em um trem que ia para o sentido sul e abriu fogo logo após as portas se fecharam na estação da Rua 25 antes de fugir. Quando o trem parou na estação da Rua 36, os passageiros feridos desembarcaram na plataforma.
Pelo menos quatro pessoas foram encontradas gravemente feridas na estação da Rua 36 e outra foi encontrada na estação da Rua 25
O New York City Fire Department (FDNY) foi chamado à estação da Rua 36, inicialmente respondendo a relatos de fumaça na estação. Ao chegaram, encontraram as vítimas e recuperaram "vários dispositivos não detonados". O FDNY, em uma entrevista coletiva na manhã de 12 de abril, afirmou que havia pelo menos dezesseis pessoas feridas, sendo que dez haviam sido alvejadas e cinco estavam em estado crítico, porém estável. A comissária da NYPD Keechant Sewell disse que o incidente não estava sendo investigado como um ataque terrorista, mas que não descartaria essa hipótese. Investigadores do FBI e do HSI estão a acompanhar a polícia nova-iorquina no local do crime.
O suspeito – que foi descrito como um homem negro de 1,70 m de altura e pesando aproximadamente 80 kg, vestia uma máscara de gás, uniforme da empresa Metropolitan Transportation Authority (MTA) e carregava uma mochila – não foi apreendido no momento do ataque, porém no dia seguinte, Frank R. James de 62 anos foi preso como suspeito do ataque.

## Reações
| NYCT Subway. Wear a Mask. | Logo do Twitter, um pássaro azul estilizado |
| @NYCTSubway               |                                             |

            There is no D/N/R service in Brooklyn and some stations in Manhattan.
Expect major delays on B/D/F N/Q/R  trains.
Take alternate subway or bus lines.
What's Happening?
There is a major disruption to service while NYPD responds to an incident at 36 St.
More info 👇

12/4/2021

O presidente Joe Biden foi informado sobre o tiroteio. Após o ocorrido, diversas linhas do metrô tiveram suas operações suspensas. As escolas próximas do Brooklyn receberam uma ordem de serem utilizadas como um abrigo. A MTA divulgou um comunicado às 9h21min (horário local) informando que o serviços das linhas D, N e R foram suspensos em algumas estações do Brooklyn e Lower Manhattan.
Um porta-voz do prefeito de Nova Iorque pediu aos cidadãos que "fiquem longe desta área para sua segurança e para que os socorristas possam ajudar os necessitados e investigar".